# Атакующий защитник

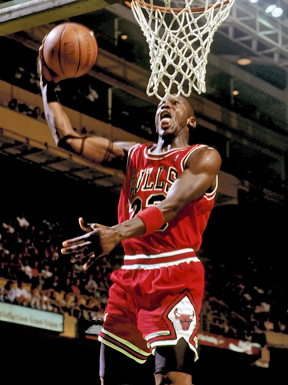
Атакующий защитник (Майкл Джордан) в действии

Атакующий защитник (англ. shooting guard) или второй номер — позиция игрока в баскетбольной команде. Игроки этого типа обычно очень быстрые, ловкие, обладающие высоким прыжком и ростом от 190 до 200 см. Обязательным для атакующего защитника является хороший бросок со средней и дальней дистанции и быстрый дриблинг. Главной задачей 2-го номера является набор очков, некоторые из них иногда могут выступать в качестве разыгрывающего (так называемые защитники-гибриды).

## Характеристика и стиль игры
Атакующий защитник — игрок, основная задача которого атаковать кольцо и набирать очки. Зачастую игроки этой позиции являются лучшими снайперами команды. Как следует из названия, большинство атакующих защитников являются снайперами, бросая с дальней дистанции со средним процентом реализации 35—40 % (хорошими примерами являются Рэй Аллен и Реджи Миллер). Игроки этой позиции достаточно атлетичные и спортивные, имеют возможность проникать «в краску» и атаковать кольцо (Майкл Джордан обладал исключительными навыками прохода под кольцо). Атакующий защитник должен хорошо владеть дриблингом, чтобы иметь возможность обыграть оппонента в поле и пройти под кольцо. Иногда атакующий защитник, благодаря своим данным, вполне успешно действует на подборе, особенно удобно и результативно может идти на подбор в нападении, видя бросок и рассчитывая возможный отскок мяча от кольца. В меньшей степени второй номер исполняет роль ассистента. Защита всегда стремится остановить лучших снайперов, поэтому стянув на себя внимание защиты, атакующий защитник может легко найти передачей партнера, от которого идёт подстраховка. Умение защитника отдать хороший пас – серьезное качество, делающее такого игрока намного ценней и сильнее. Хорошие атакующие защитники в определенной степени выполняют функции разыгрывающего защитника. Считается, что большее время с мячом проводит разыгрывающий защитник, но иногда атакующий защитник оказывает значительное влияние на командное нападение, где он разыгрывает мяч очень часто, а функции разыгрывающего становятся резервными или он становится снайпером.
Как правило, рост атакующего защитника выше, чем у разыгрывающего защитника, он колеблется от 193 см (6 футов 4 дюймов) до 201 см (6 футов 7 дюймов). Более высокие вторые номера могут играть на позиции лёгкого форварда. Физические данные и рост позволяют игроку на этой позиции быть достаточно подвижным, мощным и высоким чтобы (помимо защиты игроков своего амплуа) успешно защищаться как с маленькими и быстрыми первыми номерами, так и с более высокими третьими номерами соперника[уточнить].
Атакующие защитники должны хорошо персонально защищаться против основных снайперов команды соперника (типичный пример Тони Аллен). Такие игроки отвечают за персональную опеку наиболее опасных атакующих защитников команды противника, а также играют значительную роль в нападении. Зачастую вторые номера совершают большое количество перехватов и набирают большое количество очков в быстрых отрывах.
Атакующие защитники должны уметь забивать по-разному, особенно в конце игры, когда оборона является наиболее жесткой. Они должны исполнять штрафные броски с высоким процентом (Джо Думарс исполнял штрафные броски реализуя 84 % попыток за всю карьеру), не бояться контактной игры, провоцируя защищающихся игроков получать на них персональные замечания. Из-за высокого уровня атакующих навыков, вторые номера часто являются основной опцией команды по набору очков, а иногда и вся атака команды построена вокруг них (Аллен Айверсон).

## Лучшие представители в НБА
В январе 2016 года сайтом ESPN.com был составлен список самых выдающихся игроков в истории НБА на каждой из пяти баскетбольных позиций. Далее представлен список лучших атакующих защитников:
- Майкл Джордан (1984—2003)
- Коби Брайант (1996—2016)
- Джерри Уэст (1960—1974)
- Дуэйн Уэйд (2003—2019)
- Клайд Дрекслер (1983—1998)
- Аллен Айверсон (1996—2010)
- Джордж Гервин (1972—1986)
- Рэй Аллен (1996—2014)
- Реджи Миллер (1987—2005)
- Эрл Монро (1967—1980)